# Norbert Strolz
Norbert Strolz (* 26. November 1922 in Strengen; † 9. April 1990) war ein österreichischer Maler.

## Leben

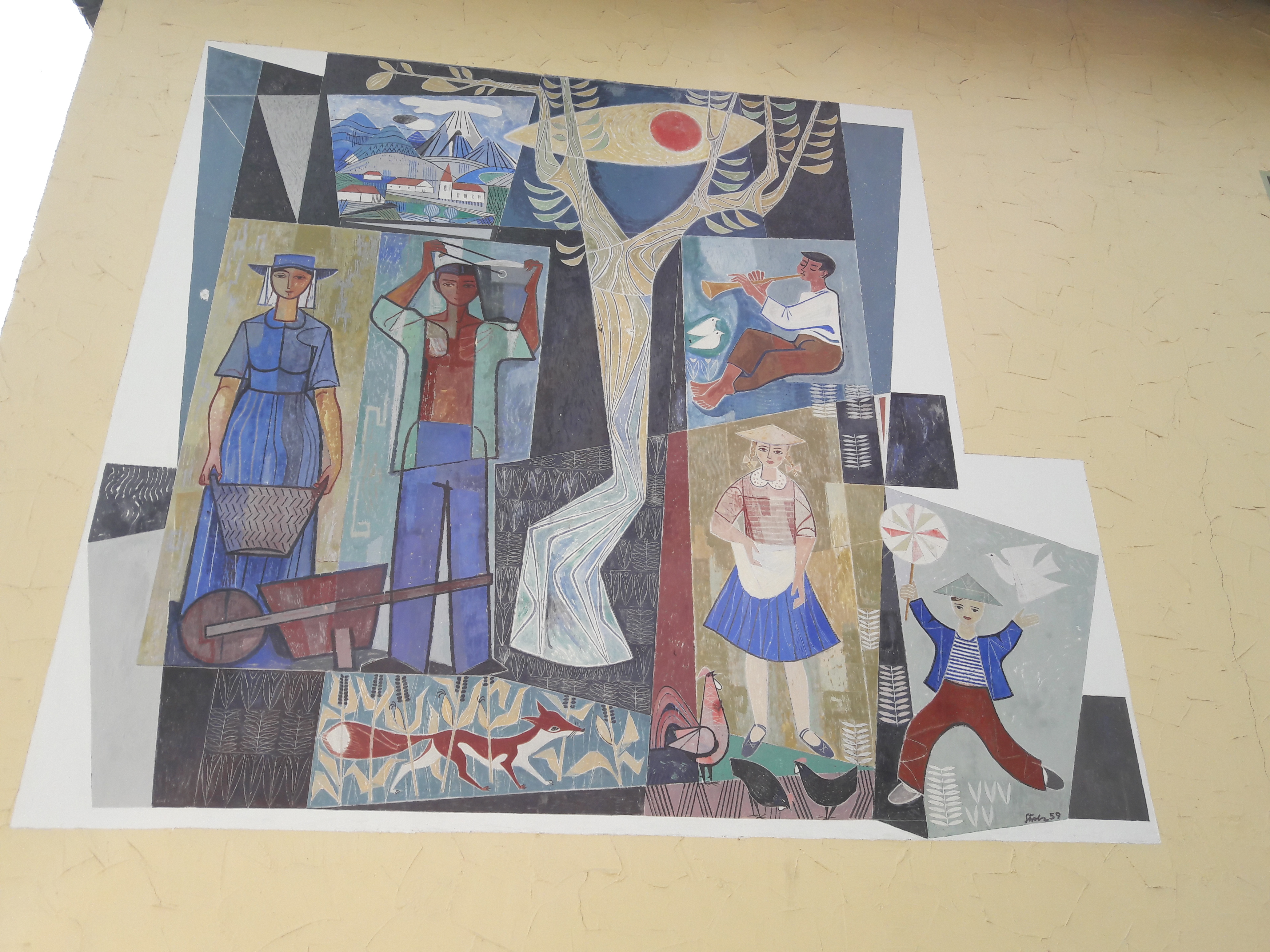
Fresko, Volksschule Schönwies (1959)

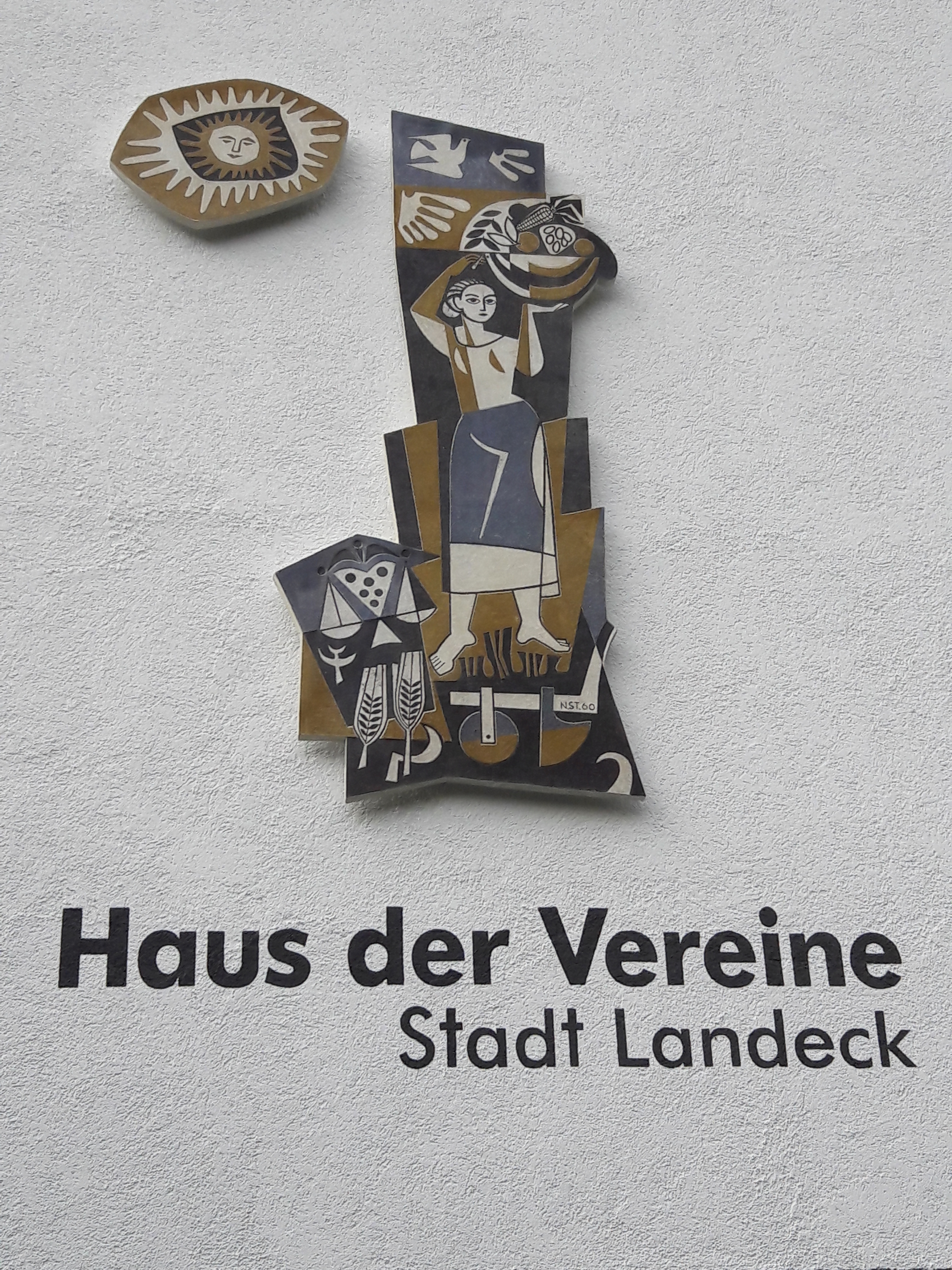
Sgraffito (1960), ursprünglich an der landwirtschaftlichen Genossenschaft Zams, jetzt am Haus der Vereine, Landeck

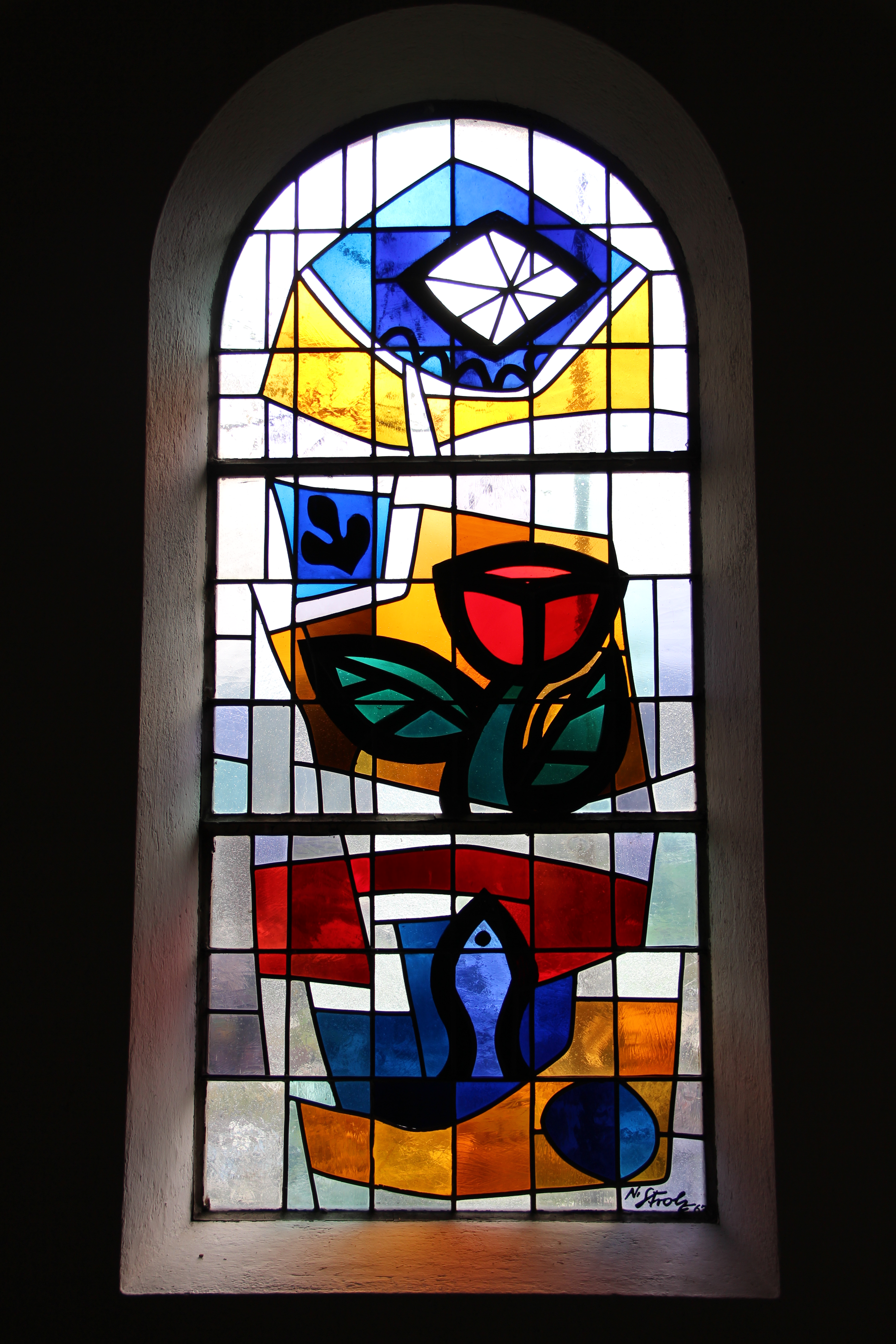
Glasfenster, Burschlkapelle Roppen (1962)

Norbert Strolz erhielt von 1939 bis 1941 eine Ausbildung in der Kirchenmalerei bei Toni Kirchmayr in Innsbruck. Von 1947 bis 1951 studierte er an der Akademie der bildenden Künste Wien bei Franz Elsner und Herbert Boeckl und 1953/54 mit einem Stipendium an der Accademia di Belle Arti in Florenz bei Ottone Rosai. 1965 hatte er seine erste Personalausstellung im Tiroler Kunstpavillon in Innsbruck. Ab 1960 war er als freischaffender Künstler in Landeck tätig. Strolz war 1965 einer der Mitbegründer des Bezirksmuseumsvereins Landeck und fungierte von 1971 bis 1990 als dessen Obmann. Er schuf zahlreiche Wandbilder in Fresko, Sgraffito, Keramik und als Mosaik, insbesondere an öffentlichen Gebäuden im Rahmen der Kunst-am-Bau-Aktion des Landes Tirol in der Nachkriegszeit.

## Auszeichnungen
- Berufstitel Professor, 1976

## Werke
- Sgraffito mit Tier- und Kinderszenen, Volksschule Grins, 1953[1]
- Fresko Schutzengel über Kindern in Boot, Volksschule Ladis, 1953[2]
- Fassadenmalerei Christus mit lernenden Kindern, Volksschule Pians, 1953[3]
- Fassadenfresko, Kapelle Oberfalpetan, Kaunerberg, 1954[4]
- Altarmensa mit Sgraffito, Herz-Jesu-Kapelle, Fließ, um 1954[5]
- Wandbild Jugend und Sport, Südfassade, Bundesrealgymnasium Landeck, um 1955[6]
- Wandmalereien an den Erkern, Landwirtschaftliche Landeslehranstalt/Landesreisebüro, Imst, 1957[7]
- Wandmalerei Christus als Sämann, Jaggeleshaus, Stanz bei Landeck, 1957[8]
- Glasfenster und Sgraffito hl. Christophorus am Turm, Mariahilfkapelle, Strengen, 1957[9]
- Sgraffito an der Ostfassade, Pfarrkirche Ochsengarten, 1958[10]
- Sgraffito an der Fassade, Deckenmalerei, Pfarrkirche Fiss, 1958[11]
- Fresko mit Arbeitsszenen, Fabriksgebäude der Spinnerei Landeck, 1959[12]
- Fresko Kinder und Jugendliche, Volksschule Schönwies, 1959[13]
- Portal mit Kupferrelief, Glasfenster mit symbolisierenden Kardinalstugenden, Totenkapelle, Friedhof Landeck, 1962[14]
- Glasmalereien, Burschlkapelle, Roppen, 1962[15]
- Wandmalerei Kinder erleben die Natur, Volksschule Strengen, 1963[16]
- Wandmosaik Schutzmantelmadonna, Volksschule Nauders, 1966[17]
- Wandbild Holzfäller, Hubertushirsch und Gemeindewappen, Gemeindeamt Scharnitz, 1968[18]
- Fresko mit Darstellung des Heiterwanger Sees, Jagd- und Fischereiszenen, Gemeindeamt Heiterwang, 1969[19]
- Fassadenmalerei, Kapelle Unterpeischlach, Kals am Großglockner, 1969[20]
- Glasfenster, Pfarrkirche Strengen, 1974[21]
- Fassadengestaltung, Sparkasse Reutte, 1975 (mit August Stimpfl)[22]
- Mosaik an der Eingangswand, Altersheim Landeck, 1977[23]
- Glasmalerei, Friedhofskapelle Fiss, 1982[24]
- Keramikbild Spielende Kinder, Volksschule Mutters, 1982 (zerstört)[25]